# دوستان همسفر
دوستان تعطیلات یا دوستان همسفر (به انگلیسی: Vacation Friends) یک فیلم کمدی رفاقتی آمریکایی محصول سال ۲۰۲۱ به کارگردانی کلی تارور است که با همکاری تام مولن، تیم مولن، جاناتان گلداستاین و جان فرانسیس دیلی، این فیلم را نوشته‌است. لیل رل هاوری، جان سینا، ایوان اورجی، مردیث هاگنر، رابرت ویزدم، لین ویتفیلد و کینگ بچ در این فیلم به ایفای نقش می‌پردازند.
دوستان تعطیلات که توسط استودیو قرن بیستم توزیع شد، در ۲۷ اوت ۲۰۲۱ در هولو منتشر شد، که نقدهای متفاوتی از منتقدان دریافت کرد. دنباله ای با عنوان دوستان ماه عسل در دست ساخت است.
دنباله این فیلم دوستان تعطیلات ۲ نام دارد.

## داستان
فیلم دربارهٔ زوج تحت فشاری است که با زوج سرکشی در تعطیلاتشان در مکزیک اوقات خوشی دارند. وقتی آن‌ها به آمریکا برمی‌گردند، متوجه می‌شوند که زوج دیوانه‌ای که در مکزیک دیدند، دنبالشان کرده‌است

## بازیگران
- جان سینا
- لیل رل هاوری
- ایوان اورجی
- مردیت هاگنر
- لین ویتفیلد
- رابرت ویزدم
- تونی نوسومه
- کمال بولدن
- بری روثبارت[۴][۵][۶][۷][۸][۹]

## فیلمبرداری
فیلم‌برداری اصلی در مارس ۲۰۲۰ آغاز شد. با این حال، تولید به دلیل دنیاگیری کووید-۱۹ متوقف شد. تولید در سپتامبر ۲۰۲۰ از سر گرفته شد. و در اکتبر ۲۰۲۰ به پایان رسید.